# Budo 2011 Aleksandrów Łódzki
Budo 2011 Aleksandrów Łódzki est un club polonais de rugby à XV basé à Łódź, fondé en 2011 à la suite de la reprise de l'équipe senior du club de rugby KS Budowlani Łódź. Jusqu'en 2019, il portait le nom de Budowlani SA Łódź, puis de 2019 à 2023, il est devenu Rugby Łódź (pour des raisons de sponsoring, Master Pharm Rugby Łódź). Il est trois fois champion de Pologne et deux fois vainqueur de la Coupe de Pologne.

## Histoire
Le club Budowlani SA Łódź a été créé en 2011 par la reprise des joueurs de l'équipe senior de la section rugby existante du club KS Budowlani, fondé en 1968, par une société créée auparavant. Le 22 février 2011, un accord de coopération a été signé entre le club et la société, en vertu duquel la société a repris l'équipe senior, ainsi que le droit d'utiliser le patrimoine sportif de la section rugby. Déjà en 2012, un conflit est survenu entre les parties de l'accord, qui a été résolu en 2014 par la signature d'un accord confirmant que l'accord de 2011 reste en vigueur pour le transfert de l'équipe senior de rugby à la société. En 2019, à la suite d'une résolution du conseil d'administration de la Fédération polonaise de rugby à XV mettant fin à l'utilisation du patrimoine des Budowlani Łódź, le club a changé de nom pour devenir Master Pharm Rugby Łódź. Au tournant de 2022 et 2023, le club a décidé de déplacer le lieu des matchs de Łódź à Aleksandrów Łódzki et d'adopter un nouveau nom : Budo 2011 Aleksandrów Łódzki.
Pour des raisons financières, le club est dissout lors de la saison 2023-2024, mettant ainsi un terme à l'histoire courte mais pleine de succès de ce club.

## Palmarès
| Saison | Édition    | Rang      |
| ------ | ---------- | --------- |
| 2011   | Ekstraliga | Deuxième  |
| 2012   | Ekstraliga | Deuxième  |
| 2013   | Ekstraliga | Troisième |
| 2015   | Ekstraliga | Deuxième  |
| 2016   | Ekstraliga | Champion  |
| 2017   | Ekstraliga | Champion  |
| 2018   | Ekstraliga | Champion  |
| 2019   | Ekstraliga | Deuxième  |
| 2021   | Ekstraliga | Deuxième  |
| 2023   | Ekstraliga | Champion  |